# A Chave (banda)
A Chave foi uma banda de rock formada na cidade de Curitiba, capital do estado brasileiro do Paraná. Precursora  do rock paranaense, sua formação contou com Ivo Rodrigues (vocalista), Paulo Teixeira (guitarra e vocais), Carlão Gaertner (baixo) e Orlando Azevedo (bateria) e grande parte das músicas compostas pelo grupo, tiveram a participação do poeta Paulo Leminski.
Criada em 1969, sob a influência de de bandas consagradas, como: Rolling Stones, Deep Purple, Steppenwolf e Led Zeppelin, e com a sonoridade do “Classic Rock”, a banda tocou ao lado de famosos grupos ou cantores, como Secos e Molhados, Rita Lee & Tutti Frutti, Mutantes, O Terço, Made In Brazil, Casa das Máquinas, Joelho de Porco, Som Nosso de Cada Dia, Bixo da Seda, além de ter aberto o show do grupo norte-americano Bill Haley & His Comets, ocorrido em Curitiba no ano de 1975. Em 1977, houve a gravação do compacto com os sucessos da banda “Buraco No Coração” e “Me Provoque Pra Ver” (as duas músicas escrita em parceria com Leminski), pela gravadora GTA.
A banda dissolveu-se em maio de 1979 e logo após, o líder e vocalista Ivo Rodrigues entrou para a banda Blindagem, outro grupo do rock paranaense que manteve estreita parceria com Paulo Leminski.
Em 2004, os integrantes do grupo descobriram, em uma feira de colecionadores, um CD não autorizado (CD pirata) com doze faixas de músicas de shows ao vivo e os dois sucessos do antigo compacto. Com a ajuda e patrocínio de uma rádio rock de Curitiba, o grupo re-produziu este CD, em duas edições limitadas (a segunda, após a primeira edição sumir dos pontos de vendas rapidamente), acompanhados de um show para comemorar os 25 anos de extinção do grupo.